# Fortaleza Bjni
La  fortaleza Bjni llamada también castillo de Bjni (en armenio: Բջնի Բերդ), es una estructura medieval situada cercana al pueblo de Bjni en la provincia de Kotayk' de Armenia. Se asienta en las paredes del desfiladero de un río Hrazdan, los muros de la fortaleza únicamente pueden ser vistos por el lado occidental de la aldea. Las ruinas del edificio se encuentran a 1504 metros sobre el nivel del mar.

## Historia
La fortaleza fue construida entre los siglos IX y X por la familia real Pahlavuni perteneciente a la dinastía Bagratuni. El comandante de Bjni, Vasak Holum Pahlavuni reconstruyó la fortaleza en 1020. Mateo de Edesa, historiador armenio del siglo XII escribió en la parte primera de su "Crónica" que cubre la última parte del siglo X y principios del siglo XI, las invasiones de soldados mercedarios turcos de Daylamis en Bjni el año 1021 cuando fueron a asaltar y saquear pueblos y ciudades. En este período, el gobernante de Delumk (Daylamis) reúne las tropas e inesperadamente, alcanzó el barrio armenio de Nig, cerca de la fortaleza de Bjni.Vasak, el comandante en jefe de los armenios, con su amado hijo Gregory y con otros nobles ilustres, estaba feliz en su castillo.Vasak miraba el camino pedregoso, y vio, un hombre que se acercaba a toda prisa por el camino a pie. Al verlo, dijo Vasak: "Este hombre es portador de malas noticias." El hombre llegó a las puertas de la fortaleza de Bjni y dijo: "Todo el distrito de Nig ha sido esclavizado!". 
Vasak y sus hombres se enfurecieron y persiguieron a las fuerzas enemigas en la batalla que se libró cerca del río Kasagh matando a 300 de ellos y provocando que el resto huyera. Después agotado por el combate, Vasak se alejó para encontrar un lugar para descansar en una montaña llamada Serkevelo. Uno de los aldeanos que había huido de la escena, vio al comandante dormido y lo golpeó fuerte y lo arrojó por una de las altas rocas matándolo.
Durante los años 1387 y 1388 el conquistador Tamerlán destruyó el pueblo de Bjni y posiblemente el castillo también. En los manuscritos de Tomás de Metsoph de finales del siglo XIV y principio de silo XV, dejó un relato de las invasiones de Tamerlán donde se indica que: «Tamerlán llegó al país de Araratean y Karbi y al país de Kotayk. Sitió la fortaleza de Bjni, la tomó y mató al obispo de la tierra, señor Vanakan, que era un hombre sabio, misericordioso y bondadoso con todos los pobres, Además, atormentó a toda la multitud de los creyentes con el hambre, la espada, la esclavización y con torturas insoportables, fue el comportamiento más bestial que se realizó en el distrito más poblado de Armenia, quedando deshabitado. Muchas personas fueron martirizadas, y eran dignas de la corona; [Que] solo se conoce a Aquel que los recibe, Cristo nuestro Dios. Se puede coronar a ellos en el día que el rebaño de los justos sean recompensados. Amén.»

## Descripción
Algunas partes de los muros de la fortificación exterior en Bjni han sobrevivido y resiguen los lados del acantilado. En la meseta, hay secciones de almenas que permanecen en condición relativamente pobre. Se pueden observar rastros de los cimientos de estructuras, que se indican mediante depresiones en el suelo en diversas áreas. También existe la base de piedra de una iglesia del siglo V, una estructura medieval que se mantiene parcialmente en pie -en la actualidad reconstruida a partir de 2009-, dos cisternas una con los restos de la bóveda intacta, y un pasaje cubierto que conducía al río en el caso de asedio.

## Galería

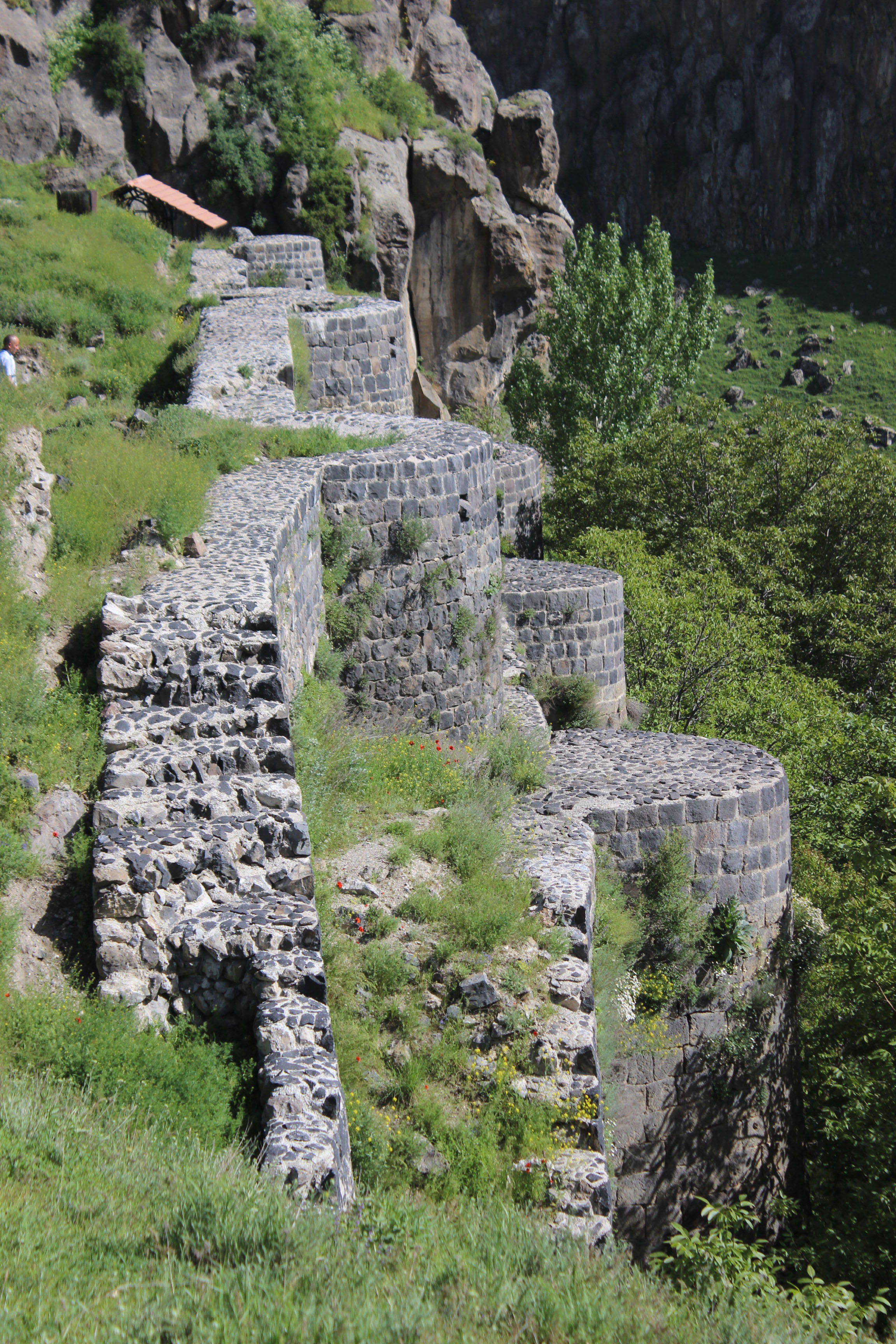
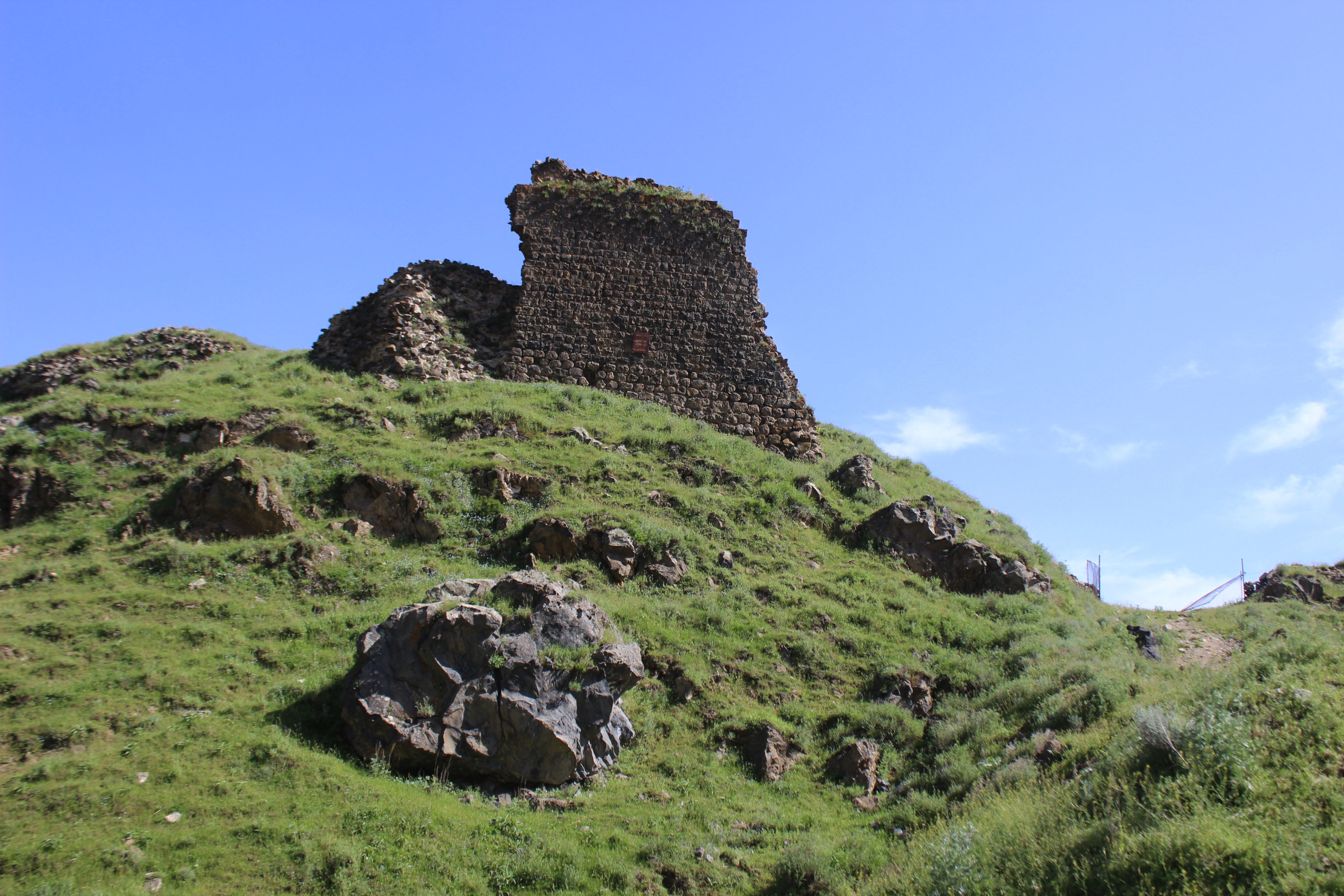
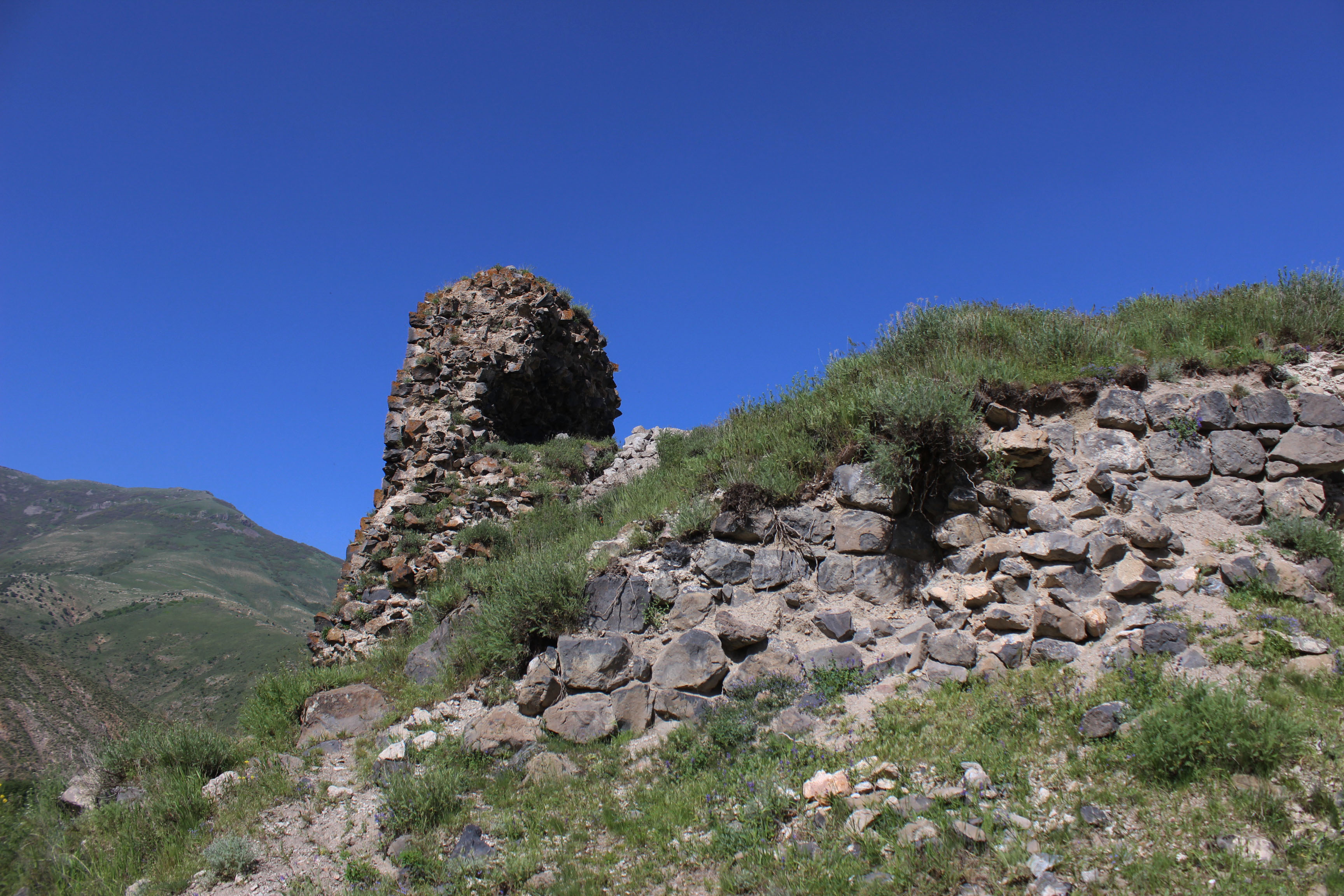
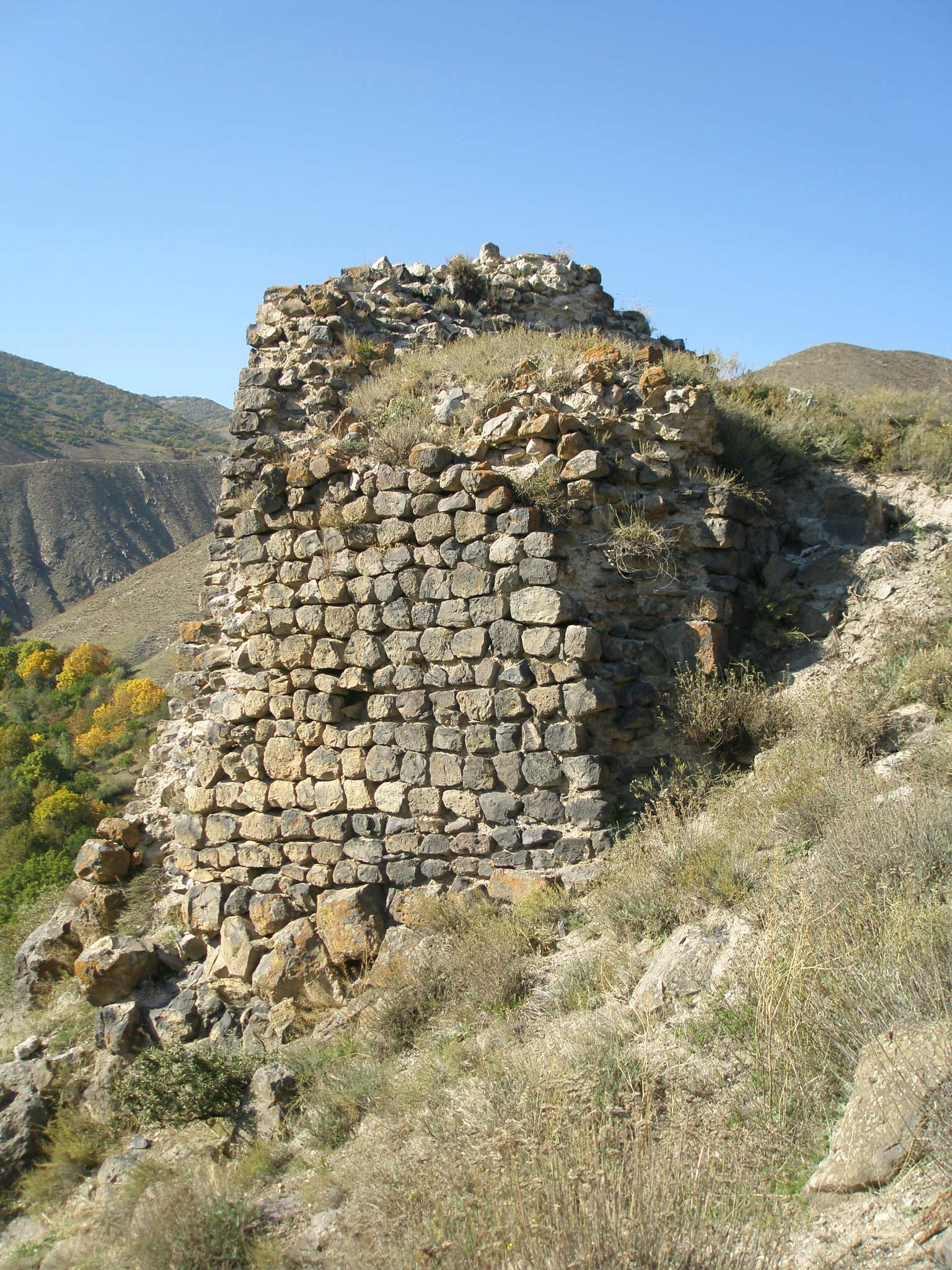